# Filmprogramm (Zeitschrift)
Filmprogramm ist der Name einer unregelmäßig erscheinenden Zeitschrift, die sich in jedem Heft einem Film widmet.
Die Hefte im Format DIN A5 haben einen Umfang von 4 bis 52 Seiten, die Preise liegen zwischen 1 und 7 Euro.
Herausgeber Uwe Wiedleroither gab im Jahr 1977 im gleichnamigen Verlag in Stuttgart die erste Ausgabe zum Film Fahrkarte nach Marseille heraus, die einzelnen Hefte werden durchnummeriert und haben inzwischen die Nummer 300 überschritten.